# パンナムオープン・ブエノスアイレス
パンナムオープン・ブエノスアイレス(Pan American Open Buenos Aires)はアルゼンチンの国際柔道大会

## 来歴
2009年よりIJFワールド柔道ツアーの一環として、グランドスラム、グランプリなどに次ぐ位置付けとなったワールドカップのうちの1大会。なお、今大会は世界ランキング対象大会であるが、国際柔道連盟主催ではなく大陸連盟主催の大会であるため、ワールド柔道ツアーには含まれない。今大会は2012年から「ワールドカップ・ブエノスアイレス」という名称で新設されることとなった。2013年には「パンナムオープン・ブエノスアイレス」という名称に変更された。

## 名称の変遷
- ワールドカップ・ブエノスアイレス World Cup Buenos Aires (2009-2012)
- パンナムオープン・ブエノスアイレス Pan American Open Buenos Aires (2013-2018)
- パンナムオープン・コルドバ Pan American Open Córdoba (2019)
- パンナムオープン・バリローチェ Pan American Open Bariloche (2020-)

## 優勝者

### 男子
| 年     | 60 kg級                | 66 kg級                      | 73 kg級                      | 81 kg級                              | 90 kg級                      | 100 kg級                 | 100 kg超級             |
| 2012年 | ベトキリ・シュクバニ   | ラシャ・シャフダトゥアシビリ | イゴール・ペレイラ           | アブタンディル・チリキシビリ         | ロドリゴ・ルナ               | レヴァン・ゾルゾリアーニ | アダム・オクルアシビリ |
| 2013年 | アルセン・ガルスチャン | アリム・ガダノフ             | パトリック・ドーソン         | フェリペ・コスタ                     | カミル・マゴメドフ           | ルシアーノ・コヘア       | ウォルター・サントス   |
| 2014年 | エリック・タカバタケ   | デニス・ラヴレンティエフ     | マルセロ・コンティニ         | アドリアン・ナシミエント＝ロレンツォ | エドゥアルド・シルバ         | ユーゴ・ペッサーニャ     | ガブリエル・サントス   |
| 2015年 | レニン・プレシャド     | アントワーヌ・ブシャール     | アルテュール・マルジュリドン | オーウェン・リブジー                 | フレイザー・チャンバーレイン | ルシアーノ・コヘア       | マティアズ・セライ     |
| 2016年 | ブガール・シリンリ     | スゴイ・ウリアルテ           | マグディエル・エストラーダ   | ナシフ・エリアス                     | ルドビク・ゴベル             | ベカ・グビニアシビリ     | ラファエル・シルバ     |
| 2017年 | アドニズ・ディアズ     | ワンダー・マテオ             | アロンソ・ウォン             | ジャック・ハットン                   | ナシフ・エリアス             | トーマス・ブリセノ       | ヘクトル・カンポス     |
| 2018年 | レーニン・プレシアド   | ディエゴ・サントス           | マルセロ・コンティーニ       | アレックス・マリノー                 | ナシフ・エリアス             | イサオ・カルデナス       | フレディ・フィゲロア   |
| 2019年 | カルロス・マルドナド   | アレクサンドル・マリアク     | レイデル・ナバロ             | サムエル・アヤラ                     | ユウタ・ガラレタ・ビラル     | トーマス・ブリセノ       | ペドロ・ピネダ         |
| 2020年 | ステベン・モロチョ     | ウィリアン・リマ             | ミカエル・マルセリーノ       | カイオ・ブリジダ                     | マルセロ・ゴメス             | ルーカス・リマ           | フレディ・フィゲロア   |

### 女子
| 年     | 48 kg級                    | 52 kg級                          | 57 kg級                          | 63 kg級                  | 70 kg級              | 78 kg級                            | 78 kg超級                      |
| 2012年 | エンダ・カリージョ         | ジェシカ・ペレイラ               | ジュリエーヌ・アリエチャ         | キャサリン・カンポス     | マリア・ペレス       | ディアナ・チャラ                   | ワン・ルイ                     |
| 2013年 | ナタリア・ブリジダ         | リサ・カーニー                   | コニー・ラムセイ                 | カテリン・カンポス       | ケイラ・ハリソン     | ピント・ケイヴィ                   | メリッサ・モヒカ               |
| 2014年 | エンダ・カリージョ         | エレウディス・バレンティム       | ヤディニス・アマリス             | マリアナ・シルバ         | バネッサ・チャラ     | キャロライン・キネーン             | ホシェリ・ヌネス               |
| 2015年 | パウラ・パレト             | アンジェリカ・デルガド           | コンチ・ベジョリン               | マリアナ・シルバ         | アマンダ・オリベイラ | アン＝ラウラ・ポルトゥンド・イサシ | ロシェレ・ヌネス               |
| 2016年 | バレンティーナ・モスカット | ナタリア・クジュティナ           | ヤイオネ・エキソアイン           | マリセト・エスピノーサ   | オニックス・コルテス | アレーナ・カチョロフスカヤ         | クセニア・チビソワ             |
| 2017年 | ケイトリン・ブイソウ       | アビ＝ベトサベ・カルドゾ＝マダフ | ギメナ・ラフェウイラーデ         | ハンナ・マーティン       | チャンタル・ライト   | ルシア・カンテロ                   | サマンタ・ダクーニャ           |
| 2018年 | ケイシー・ペラファン       | セシル・エラト                   | アビ＝ベトサベ・カルドゾ・マダフ | エステファニア・ガルシア | バルバラ・ティモ     | カレン・レオン                     | ロシェレ・ヌネス               |
| 2019年 | マリ・デエ・バルガス・レイ | ルス・オルベラ                   | マリカ・ペリシッチ               | アンリケリス・バリオス   | ウルスラ・ホフマン   | バネッサ・チャラ                   | アマンダ・ブレデストン         |
| 2020年 | ケイシー・ペラファン       | マリア・タバ                     | カルラ・バレンシア               | ガブリエラ・モラエス     | タリア・オリベイラ   | マリエ・ブランセル                 | ユリアナ・ボリバル・ゴンサレス |

## 外部サイト
- World Cup m/w, Buenos Aires, Argentina